# Nagroda za drugoplanową rolę kobiecą na Festiwalu Polskich Filmów Fabularnych
Nagroda za drugoplanową rolę kobiecą na Festiwalu Polskich Filmów Fabularnych w Gdyni jest przyznawana w konkursie głównym od 11. edycji festiwalu, czyli od 1986 roku. Najstarszą laureatką nagrody jest Danuta Szaflarska, która w 1993 roku, kiedy przyznano jej nagrodę za obraz Pożegnanie z Marią, miała 78 lat. Szaflarska, Anna Romantowska, Kinga Preis, Dorota Kolak i Aleksandra Konieczna wygrywały dwukrotnie i jest to rekord w historii festiwalu. Tylko Szaflarska, Preis, Agnieszka Grochowska oraz Aleksandra Konieczna triumfowały zarówno w kategorii rola kobieca drugoplanowa, jak i pierwszoplanowa. W ciągu ponad trzydziestu lat istnienia festiwalu w konkursie na najlepszą aktorkę drugiego planu artystka z zagranicy zwyciężyła dopiero w 2014. Była to Rosjanka Elena Babenko. Nagrodą dla zwyciężczyni jest 12 tysięcy złotych.

## Laureatki nagrody

### 1974–1979
- 1974: nie przyznawano
- 1975: nie przyznawano
- 1976: nie przyznawano
- 1977: nie przyznawano
- 1978: nie przyznawano
- 1979: nie przyznawano

### 1980–1989
- 1980: nie przyznawano
- 1981: nie przyznawano
- 1982: festiwal nie odbył się
- 1983: festiwal nie odbył się
- 1984: nie przyznawano
- 1985: nie przyznawano
- 1986: Maria Pakulnis – Jezioro Bodeńskie jako Renée Bleist i Weryfikacja jako Kaśka
- 1987: nie przyznano
- 1988: Stefania Iwińska – Krótki film o miłości jako Gospodyni Tomka
- 1989: nie przyznano nagród regulaminowych

### 1990–1999
- 1990: Anna Romantowska – Przesłuchanie jako Mira Szajnert
- 1991: Danuta Szaflarska – Diabły, diabły jako Wiedźma
- 1992: Agnieszka Jaskółka – Psy jako Andżela Wenz
- 1993: Danuta Szaflarska – Pożegnanie z Marią jako doktorowa
- 1994: nie przyznano
- 1995: Renata Dancewicz – Tato jako nauczycielka Kasi, Deborah jako Debora Grosman i Pułkownik Kwiatkowski jako Krysia
- 1996: Beata Tyszkiewicz – Niemcy jako Berta Sonnenbruch
- 1997: Anna Samusionek – Darmozjad polski jako Zosia
- 1998: Kinga Preis – Poniedziałek jako Renata
- 1999: Ewa Telega – Córy szczęścia jako Wiera, przyjaciółka Nataszy

### 2000–2009
- 2000: nie przyznano
- 2001: nie przyznano
- 2002: nagroda ex-aequo
  - Dorota Pomykała – Moje miasto jako matka Goździka
  - Maria Maj – Moje pieczone kurczaki jako matka Magdy
- 2003: Dominika Ostałowska – Warszawa jako Wiktoria
- 2004: Małgorzata Braunek – Tulipany jako Marianna
- 2005: Kinga Preis – Komornik jako Gosia Bednarek
- 2006: nagroda ex-aequo
  - Anna Romantowska – Statyści jako Maria Narożna
  - Ewa Wencel – Plac Zbawiciela jako Teresa Zielińska
- 2007: Sonia Bohosiewicz – Rezerwat jako Hanka B.
- 2008: Małgorzata Hajewska-Krzysztofik – 33 sceny z życia jako Barbara Rostawicka
- 2009: Dorota Kolak – Jestem twój jako Irena

### Od 2010
- 2010: Agnieszka Grochowska – Trzy minuty. 21:37 jako lektorka
- 2011: Gabriela Muskała – Wymyk jako Viola Firlej
- 2012: Joanna Kulig – Sponsoring jako Alicja
- 2013: Marta Nieradkiewicz – Płynące wieżowce jako Sylwia
- 2014: Elena Babenko – Fotograf jako Olga Sokołowa
- 2015: Maria Semotiuk – Letnie przesilenie jako Bunia
- 2016: Dorota Kolak – Zjednoczone stany miłości jako Renata
- 2017: Magdalena Popławska – Atak paniki jako Monika
- 2018: Aleksandra Konieczna – Jak pies z kotem jako Iga Cembrzyńska
- 2019: Eliza Rycembel – Boże Ciało jako Marta
- 2020: Aleksandra Konieczna – Sweat jako Basia
- 2021: Sławomira Łozińska – Lokatorka jako Janina Markowska